# Sorhagenia
Sorhagenia ist eine Gattung von Schmetterlingen aus der Familie der Prachtfalter (Cosmopterigidae).

## Merkmale
Der Kopf der Falter ist glatt beschuppt. Die Labialpalpen sind gestreckt und ziemlich kurz. Die Vorderflügel sind lanzettlich und haben eine düstere bräunlich graue Grundfärbung. Auf den Vorderflügeln befinden sich vier, zum Teil große Flecke abstehender Schuppen. Die Hinterflügel sind lanzettlich und schmaler als die Vorderflügel. Sie sind fahl grau bis dunkelgrau.
Die Genitalarmatur der Männchen ist symmetrisch. Der Uncus ist kurz, gestutzt oder zugespitzt. Die Valven haben einen separierten Cucullus und Sacculus sowie eine große Ampulla. Die Juxta ist dreieckig oder trapezförmig und stark sklerotisiert. Das Vinculum ist breit, ein Saccus ist nicht vorhanden. Der Aedeagus ist kurz, der Coecum penis ist sackförmig und distal röhrenförmig. Das 7. Abdominalsternit ist sklerotisiert und hinten häufig mit einer Reihe grober Borsten besetzt.
Bei den Weibchen sind die Apophysen gleich lang, die Apophyses anteriores sind häufig mit einem sklerotisierten Band verbunden. Das Ostium ist von einer stark sklerotisierten Genitalplatte umgeben, die seitlich eine dreieckige, konische oder bandförmige Protrusion aufweist. Das Antrum ist sklerotisiert und vorn häufig bauchig. Der Ductus bursae ist mit Nadeln versehen und runzlig. Das Corpus bursae ist rundlich oder oval und mit zwei trichterförmigen Signa versehen, die in der Mitte einen Dorn haben.
Die meisten Arten der Gattung Sorhagenia  können habituell nicht sicher unterschieden werden. Für die Untersuchung der Genitalarmatur ist es häufig nicht notwendig, den Falter zu sezieren. Bei den Männchen können die Schuppen des Afterbüschels entfernt werden um die Größe und die Form von Cucullus, Ampulla und Sacculus zu ermitteln. Bei den Weibchen wird durch die Entfernung der Schuppen am hinteren Rand des 6. Sternits der obere Teil der Genitalplatte sichtbar. Dies ist zur Bestimmung meist ausreichend.

## Verbreitung
Die Gattung ist in Europa mit vier Arten vertreten. Zwei Arten kommen in Kleinasien vor. Weitere Arten sind aus dem Russischen Fernen Osten und aus Nordamerika bekannt.

## Biologie
Die Raupen der Gattung leben entweder monophag oder oligophag an Kreuzdorngewächsen (Rhamnaceae).

## Systematik
- Sorhagenia baucidis Hodges, 1969
- Sorhagenia cracens Hodges, 1978
- Sorhagenia daedala Hodges, 1964
- Sorhagenia dahurica Sinev, 1986
- Sorhagenia fibigeri Koster & Sinev, 2003
- Sorhagenia janiszewskae Riedl, 1962
- Sorhagenia lophyrella (Douglas, 1846)
- Sorhagenia maurella Sinev, 1993
- Sorhagenia nimbosus (Braun, 1915)
- Sorhagenia pexa Hodges, 1969
- Sorhagenia reconditella Riedl, 1983
- Sorhagenia rhamniella (Zeller, 1839)
- Sorhagenia taurensis Koster & Sinev, 2003
- Sorhagenia vicariella Sinev, 1993

Aus der Literatur sind folgende Synonyme bekannt:
- Cystioecetes  Braun, 1915
- Sorhageniella  Riedl, 1965

Die Typusart der Gattung ist Elachista rhamniella Zeller, 1839.

## Belege
1. 1 2 3 4 5 6 7 8  J. C. Koster, S. Yu. Sinev: Momphidae, Batrachedridae, Stathmopodidae, Agonoxenidae, Cosmopterigidae, Chrysopeleiidae. In: P. Huemer, O. Karsholt, L. Lyneborg (Hrsg.): Microlepidoptera of Europe. 1. Auflage. Band 5. Apollo Books, Stenstrup 2003, ISBN 87-88757-66-8, S. 171 (englisch).
2. ↑  Sorhagenia bei Fauna Europaea. Abgerufen am 18. März 2012